# 9699 Баумгауер
9699 Баумгауер (9699 Baumhauer) — астероїд головного поясу.
Тіссеранів параметр щодо Юпітера — 3,334.